# Karl von Wogau
Karl von Wogau (ur. 18 lipca 1941 we Fryburgu Bryzgowijskim) – niemiecki polityk i prawnik, przez 30 lat poseł do Parlamentu Europejskiego.

## Życiorys
Z wykształcenia prawnik i ekonomista. Studiował na Uniwersytecie we Fryburgu, kształcił się następnie na uczelniach w Monachium i Bonn. Ukończył też studia podyplomowe w INSEAD w Fontainebleau. Pracował jako dyrektor w spółce handlowej w Bazylei, w 1984 rozpoczął praktykę adwokacką w rodzinnym mieście.
W 1979 z listy Unii Chrześcijańsko-Demokratycznej po raz pierwszy uzyskał mandat deputowanego do Parlamentu Europejskiego. W wyborach w 1984, 1989, 1994, 1999 i 2004 z powodzeniem ubiegał się o reelekcję z ramienia CDU. Był m.in. przewodniczącym Komisji ds. Gospodarczych i Walutowych oraz Polityki Przemysłowej (1994–1999) oraz przewodniczącym Podkomisji Bezpieczeństwa i Obrony (2004–2009). W PE zasiadał nieprzerwanie do 2009.